# 愛知県道450号神領停車場線
愛知県道450号神領停車場線（あいちけんどう450ごう じんりょうていしゃじょうせん）は、愛知県春日井市神領町を通る一般県道。

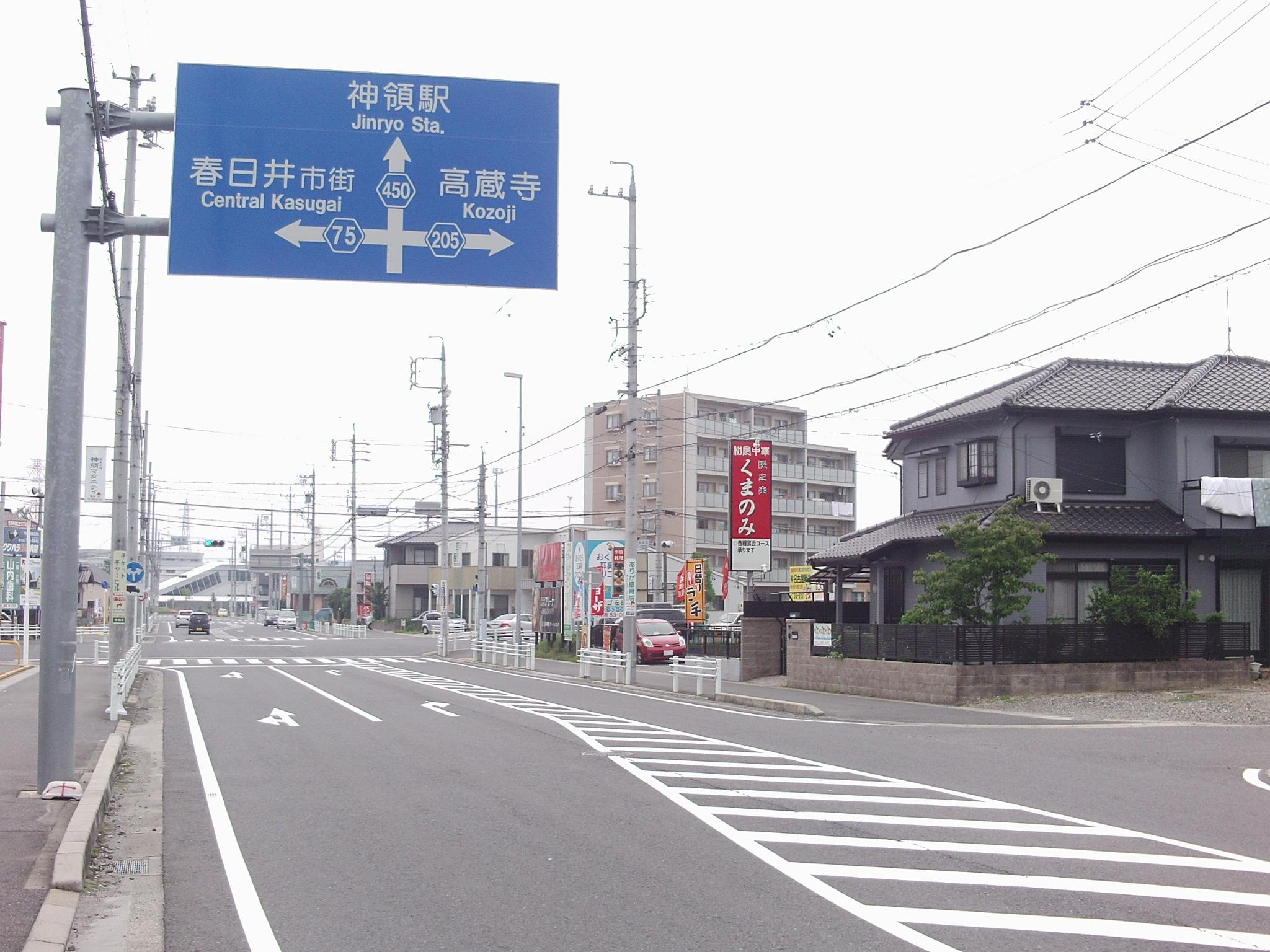
神領交差点の手前。交差点の向こうが神領停車場線。

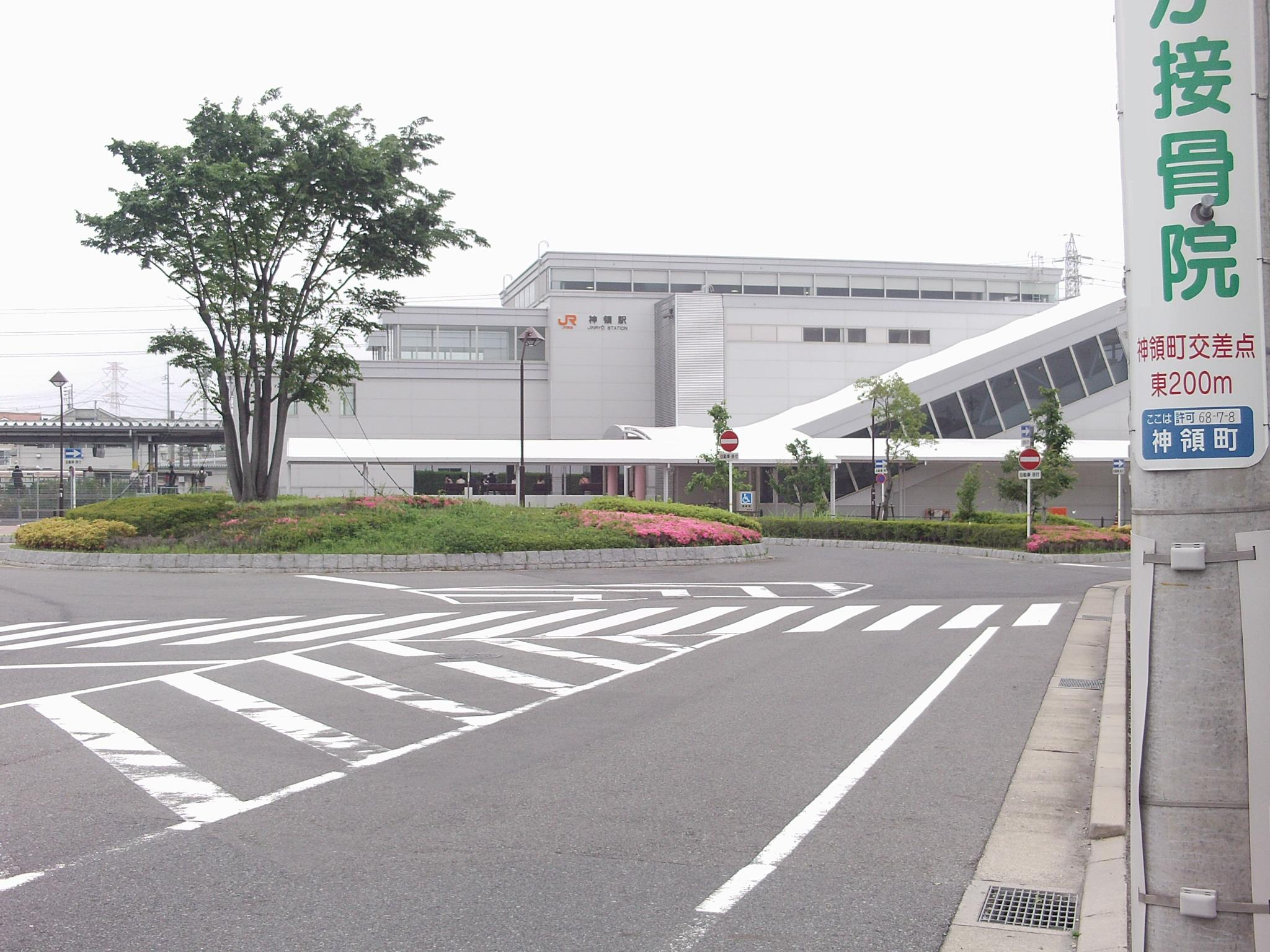
起点であるJR中央本線の神領停車場。

## 概要

### 路線データ
- 起点：神領停車場
- 終点：愛知県春日井市神領町

## 沿革
- 1966年8月1日 認定

## 接続する道路
- 愛知県道205号下半田川春日井線（神領町交差点）
- 愛知県道75号春日井長久手線（神領町交差点）

## 周辺
- JR中央本線 神領駅
- JR神領車両区
- 春日井神領郵便局
- 春日井警察署神領駅前交番